# Casacalenda
Casacalenda – miejscowość i gmina we Włoszech, w regionie Molise, w prowincji Campobasso.
Według danych na rok 2004 gminę zamieszkiwało 2441 osób, 36,4 os./km².